# Široká (Praha)
Široká ulice na Starém Městě v Praze spojuje ulici 17. listopadu s křižovatkou ulic Dušní, Vězeňská a V Kolkovně. Je součást městské čtvrti Josefov a nachází se tu druhá nejstarší pražská synagoga Pinkasova.

## Historie a názvy

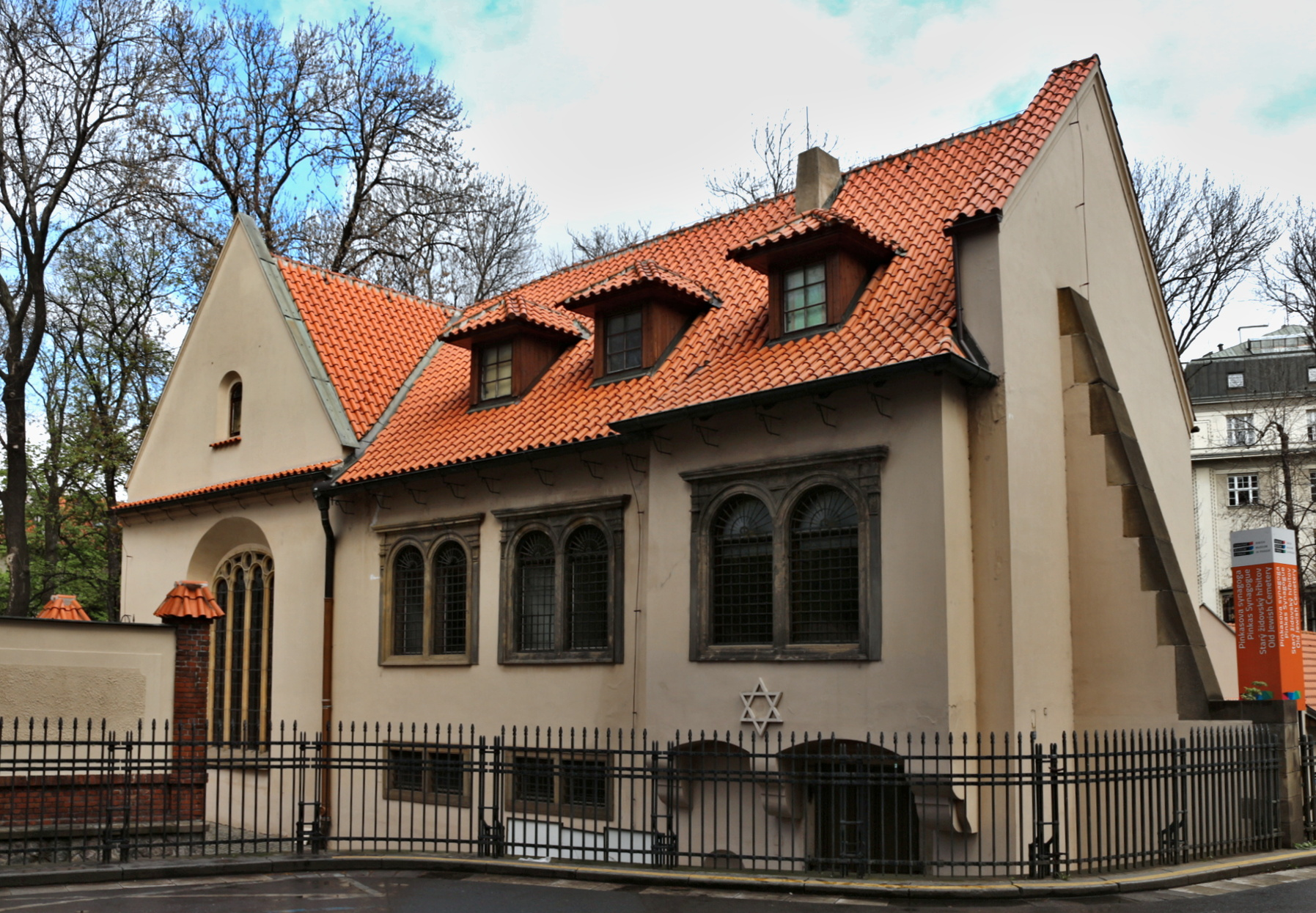
Pinkasova synagoga

Ve středověku byla ulice součást cesty od štvanického brodu k brodu u dnešního Mánesova mostu. V jejím okolí vzniklo Židovské město, v 18. století Josefov a Široká ulice byla jeho hlavní. Použité názvy:
- původní název ulice byl "Židovská"
- od 15. století - "Pinkasova" podle bohatého rabína, který dal v roce 1535 postavit Pinkasovu synagogu
- 17. a 18. století - střední část má název "Hlavní", "Široká" nebo "Dlouhá" a východní část má název "Černá"
- od roku 1870 - celá ulice má název "Josefovská"
- od roku 1958 - název "Široká".

## Budovy, firmy a instituce
- Uměleckoprůmyslové muzeum - Široká 1 a 17. listopadu 2[3]
- Pinkasova synagoga - Široká 3[4]
- činžovní dvojdům pohřebního bratrstva - Široká 5 a 7[5]
- Dům U Dvou Malorusek - Široká 13 a Pařížská 16[6]